# Haaslava
Haaslava (deutsch: Haselau) ist eine ehemalige Landgemeinde im estnischen Kreis Tartu mit einer Fläche von 110 km². Seit 2017 gehört sie zur Landgemeinde Kastre.
Die Gemeinde liegt 27 km von Elva entfernt. Neben dem Verwaltungszentrum Kurepalu (90 Einwohner) gehörten zur Landgemeinde die Dörfer Aadami, Aardla, Aardlapalu, Alaküla, Haaslava, Igevere, Ignase, Kitseküla, Koke, Kriimani, Kõivuküla, Lange, Metsanurga, Mõra, Paluküla, Päkste, Roiu, Tõõraste und Uniküla.
Das Gutshaus von Haaslava, das der Gemeinde den Namen gegeben hat, wurde erstmals 1417 urkundlich erwähnt. Von ihm sind heute nur noch Ruinen erhalten.